# Bérénice Ire
Pour les articles homonymes, voir Bérénice.
Bérénice Ire (née vers 340, morte entre 279 et 268 av. J.-C.) est la quatrième épouse de Ptolémée Ier et la mère de Ptolémée II Philadelphe et Arsinoé II.

## Biographie
Bérénice est la fille d'Antigone, nièce d'Antipater qui a épousé Lagos en secondes noces. Suivante d'Eurydice, elle épouse Ptolémée Ier en 316. À sa mort en 279, elle reçoit, à l'initiative de son fils, un culte avec Ptolémée au titre de « Dieux Sauveurs » (Theoi Sôtères), culte rattaché à l'origine au culte d'Alexandre le Grand. Ce culte, purement grec, est d'abord destiné à consolider la dynastie et à recueillir la piété des sujets grecs de l'empire. Il s'agit là d'une première étape vers la divinisation des souverains ptolémaïques. 
D'une première union avec un dénommé Philippe elle avait eu deux enfants : Antigone, épouse du roi d'Épire, Pyrrhus Ier, et Magas, roi de Cyrène.